# RubyKaigi
RubyKaigi（ルビーかいぎ）とは、日本で開催されているRubyコミュニティ主催のオブジェクト指向プログラミング言語Rubyに関する年次イベントである。名称は過去何度か変遷しており、2013年からは通称であったRubyKaigiが正式名称として用いられている。

## 概要
RubyKaigiは2006年から年一回開催されており、会期中、2007年までは1つの会場で1つの講義やサブイベント（以後セッション）のみ、2008年からは複数の会議室やホールを用いて複数のセッションが並行して行われている。
2006年当初は「日本Rubyカンファレンス」の名称で開催されたが、アメリカ合衆国で開催される類似のイベントRuby Centralと混同、また海外ではRubyKaigiという名称で通じるため2007年から「日本Ruby会議」へと変更された。
その後、日本Ruby会議2010のClosing（閉会の辞）にて、2011年の開催で一度終了することが宣言された。1年間の休止を経て、2013年になり正式名称を「RubyKaigi」に変更の上、イベントの第一公用語を英語に改めて再開されている。RubyKaigi 2013現在では参加者数は約580名で、そのうち1～2割が日本国外からの参加者となっている。